# Nannopus brasiliensis
Nannopus brasiliensis is een eenoogkreeftjessoort uit de familie van de Nannopodidae. De wetenschappelijke naam van de soort is voor het eerst geldig gepubliceerd in 1956 door Jakobi.